# Ioan Mera
Ioan Mera (Reghin, 5 gennaio 1987) è un ex calciatore rumeno, di ruolo difensore.

## Carriera
Ha giocato nella massima serie dei campionati rumeno, russo e kazako.